# Sentier de grande randonnée 20
Ne doit pas être confondu avec Grande Traversée 20.
Le sentier de grande randonnée 20 ou GR 20 est un itinéraire de randonnée qui traverse la Corse du nord au sud en passant par la chaîne de montagnes, dans le parc naturel régional de Corse. Considéré comme le plus difficile des GR français et le plus parcouru des sentiers de randonnée dans les îles de Méditerranée, sa fréquentation a représenté jusqu'à 400 000 nuitées par an en 2003.
Bien qu'aucun équipement individuel particulier ne soit suggéré, le GR 20 reste un parcours de montagne. La randonnée s'étend sur près de 180 kilomètres ; 16 étapes, avec hébergement et/ou aire de bivouac sont proposées pour le parcours intégral, en mode randonnée paisible, avec une moyenne de 7 heures de marche par jour, mais certaines étapes peuvent être « doublées » ou « triplées » par les randonneurs expérimentés qui n'ont besoin que de 5 à 10 jours. À la course avec assistance, les records actuels sont détenus par Lambert Santelli en 30 heures et 25 minutes pour les hommes, et par Anne-Lise Rousset en 35 heures et 50 minutes pour les femmes.

## Histoire

### Prémices
Dès 1951 est réalisé le GR dit du "Tour du Mont Blanc" sur un autre parcours sportif et montagnard. L’année suivante, les sentiers GR sillonnent près de 1000 km, tandis que Jean Loiseau, architecte à la Banque de France, et passionné de nature, édite « Itinéraires de Corse » un recueil de parcours de montagne recouvrant une bonne part de l’actuel GR 20.

### Création et homologation du sentier
Ce sentier reçut homologation en 1971 par le Comité national des Sentiers de grande randonnée. Michel Fabrikant avait alors tracé et présenté un itinéraire sportif permettant la traversée de l'île. Avec lui, et un peu avant débuta très modestement en Corse, dans les années soixante, la randonnée pédestre. Après une étude financée par le Ministère de l'Agriculture, des modifications et améliorations furent proposées aux associations souhaitant développer dans l'île la randonnée.

### Chronologie
- 1952 : Jean Loiseau décrit dans « Itinéraires de Corse » plusieurs sections du futur GR.
- 1965 : Guy Degos, ingénieur des forêts à la direction départementale de l'Agriculture et Marcel Schluck, inspecteur général à la direction de la Jeunesse et des Sports, proposent au Comité national des sentiers de Grande Randonnée l'étude d'un parcours au plus près de l'arête dorsale de l'île. Michel Fabrikant se charge de la recherche de l'itinéraire sur le terrain qu'il publie dans Guide des montagnes corses.
- 1970 : des bénévoles encadrés par Fabrikant réalisent le premier balisage du sentier qui prend le numéro 20[7].
- 1971 : homologation par le Comité national des Sentiers de grande randonnée[6].
- 1971 : construction des deux premiers refuges[8], chalets en bois de type « chalouins »[9].
- 1972 : création du parc naturel régional de Corse. Une partie des crédits nécessaires à la construction des refuges et passerelles et à la signalétique sont attribués ; les aménagements débutent et le premier topo-guide intitulé « Fra li monti » est édité[9].
- 1975 : ouverture du sentier sur toute sa longueur. Un incendie détruit le refuge de Campiglione[10].
- 1977 : sept refuges sont en service, trois autres sont prévus[10].
- 1987 : la totalité des refuges prévus pour accueillir les randonneurs est réalisée, sans permettre encore les réservations ni proposer de service de restauration. Des voies réhabilitées, sentiers de liaison qui se greffent sur le GR 20, permettent à des villages de l'intérieur isolés de part et d'autre de la chaîne centrale d'être reliés entre eux.
- 2002 : mise en place progressive de la réservation des nuitées en refuges, avec service de restauration et ravitaillement[11].
- 2003, la fréquentation des refuges et des aires de bivouac autorisées a plus que décuplé en 10 ans avec près de 400 000 nuitées officielles, contre 37 000 en 1993[1].
- 2015 : un plan général de rénovation des refuges du GR 20[12] prévoit une démolition et reconstruction, réhabilitation et extension, ou mise aux normes de douze d'entre eux[13].
- 2019 : une charte écoresponsable est mise en place devant l'afflux de visiteurs. Ce sont en moyenne 15 000 randonneurs qui fréquentent le GR 20 et 90 000 nuitées qui sont réservées chaque année[14].

## Exigence

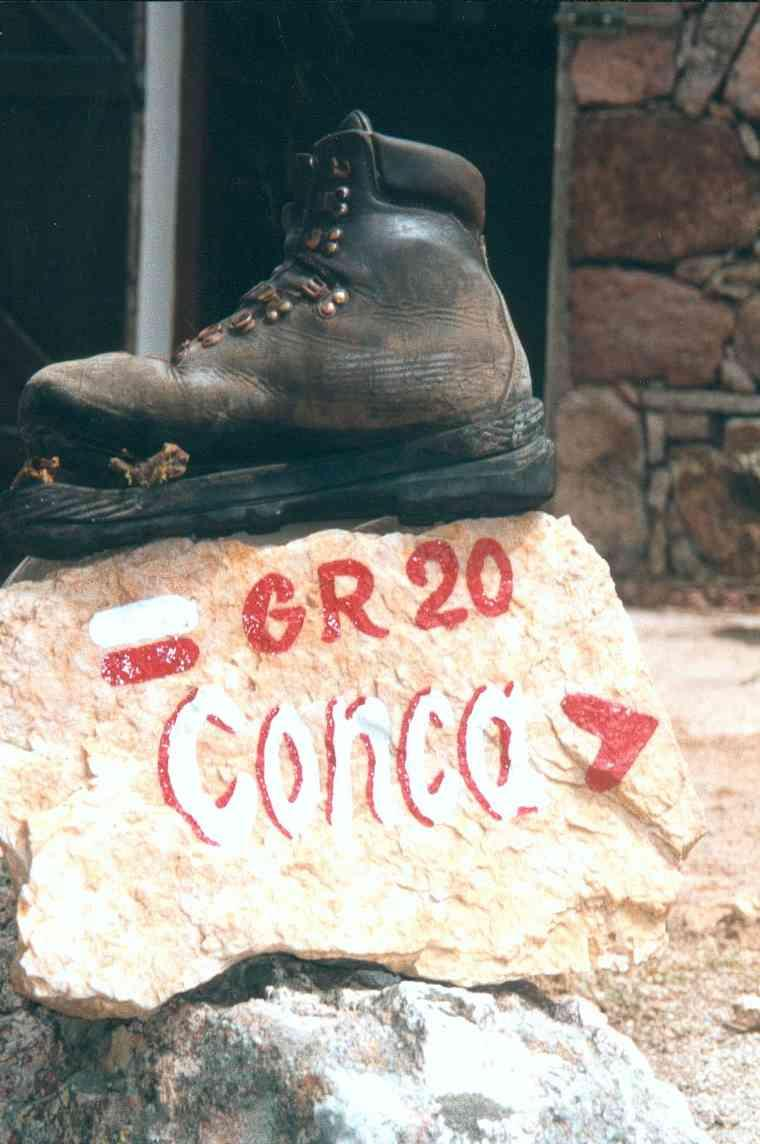
Au refuge de Paliri

Le GR 20 est souvent qualifié de « chemin le plus difficile d’Europe ». Long de 179 km, et cumulant un dénivelé positif d'environ 11 000 mètres, il consiste en un parcours de montagne exigeant, surtout en cas d'intempéries (orages, brouillard, neige, mais également la pluie qui peut rendre glissantes les plaques rocheuses).
Le GR 20 est un itinéraire d'été, normalement praticable par les randonneurs entre mi-juin et début novembre. Avant la mi-juin et parfois jusqu'à début juillet en altitude, la présence de névés difficilement contournables nécessite l'emploi d'un équipement adapté (piolets, crampons, cordes),.

## Trajets

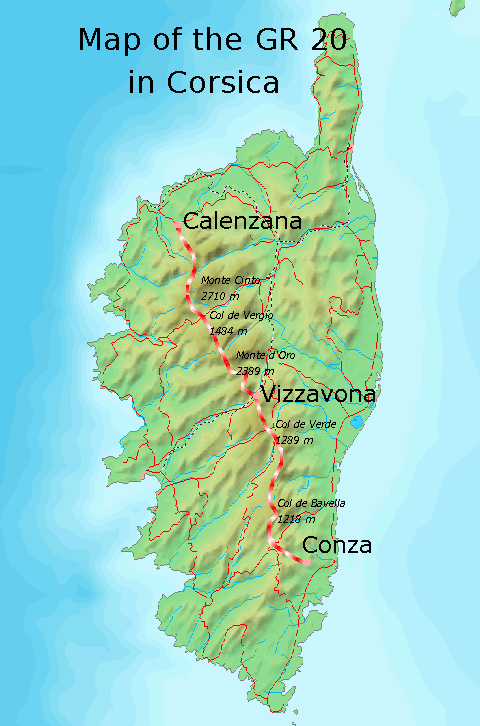
Carte du GR 20 qui traverse la Corse du nord au sud.

La randonnée se compose de deux parties, au nord et au sud de l'île. Beaucoup de randonneurs marchent du nord au sud (sens « traditionnel »), mais il est également très populaire d'effectuer le parcours du sud vers le nord (sens jugé plus « facile » au plan sportif, même si le balisage est alors plus difficile à trouver). Il existe aussi plusieurs manières de suivre le GR 20. Il peut être effectué dans un esprit « autonome », en emportant tout le matériel (nourriture, tente, matériel de cuisine…) ou bien dans une version « allégée », en dormant et mangeant dans les refuges ou les bergeries encore habitées par les bergers. Il faut tenir compte du fait que le GR 20 traverse un parc régional et que les bivouacs ne sont autorisés que dans des zones précises près des refuges et au pied du Monte Incudine sur le plateau du Prati, à l'emplacement d'un ancien refuge. D'où la notion d'étapes bien délimitées ; le randonneur ne campe pas n'importe où sur le GR 20.
Seuls les refuges de Manganu, Matalza, Asinau et Paliri sont situés dans le Pumonti (l'« Au-Delà-des-Monts »), c'est-à-dire sur le versant occidental de la chaîne centrale (à l'ouest d'une ligne incluant Girolata et Sari-Solenzara), celui donnant sur la Corse-du-Sud. Tous les autres sont situés dans le Cismonte (l'« En-Deçà-des-Monts »), c'est-à-dire côté Haute-Corse (à l'est d'une ligne incluant Galéria et Solaro). En effet, les refuges de Prati et d'Usciolu, bien qu'appartenant aux communes de Palneca et Cozzano dans le Pumonti, sont situés sur le versant oriental de la grande dorsale, dominant en fait les communes d'Isolaccio-di-Fiumorbo et Chisa dans le Cismonte.

### Partie nord
La partie nord commence à Calenzana et s'arrête à Vizzavona. Là, il est possible de prendre le train pour Bastia, Ajaccio ou Calvi après une correspondance à Ponte Leccia. C'est la partie la plus difficile, en raison des chemins plus raides et rocheux.
Les hébergements sur le parcours sont les suivants : Calenzana, Ortu di u Piobbu, Carozzu, Asco-Stagnu, Tighjettu, Ciòttulu à I Mori, Col de Vergio, Mànganu, Petra Piana, L'Onda, Vizzavona.

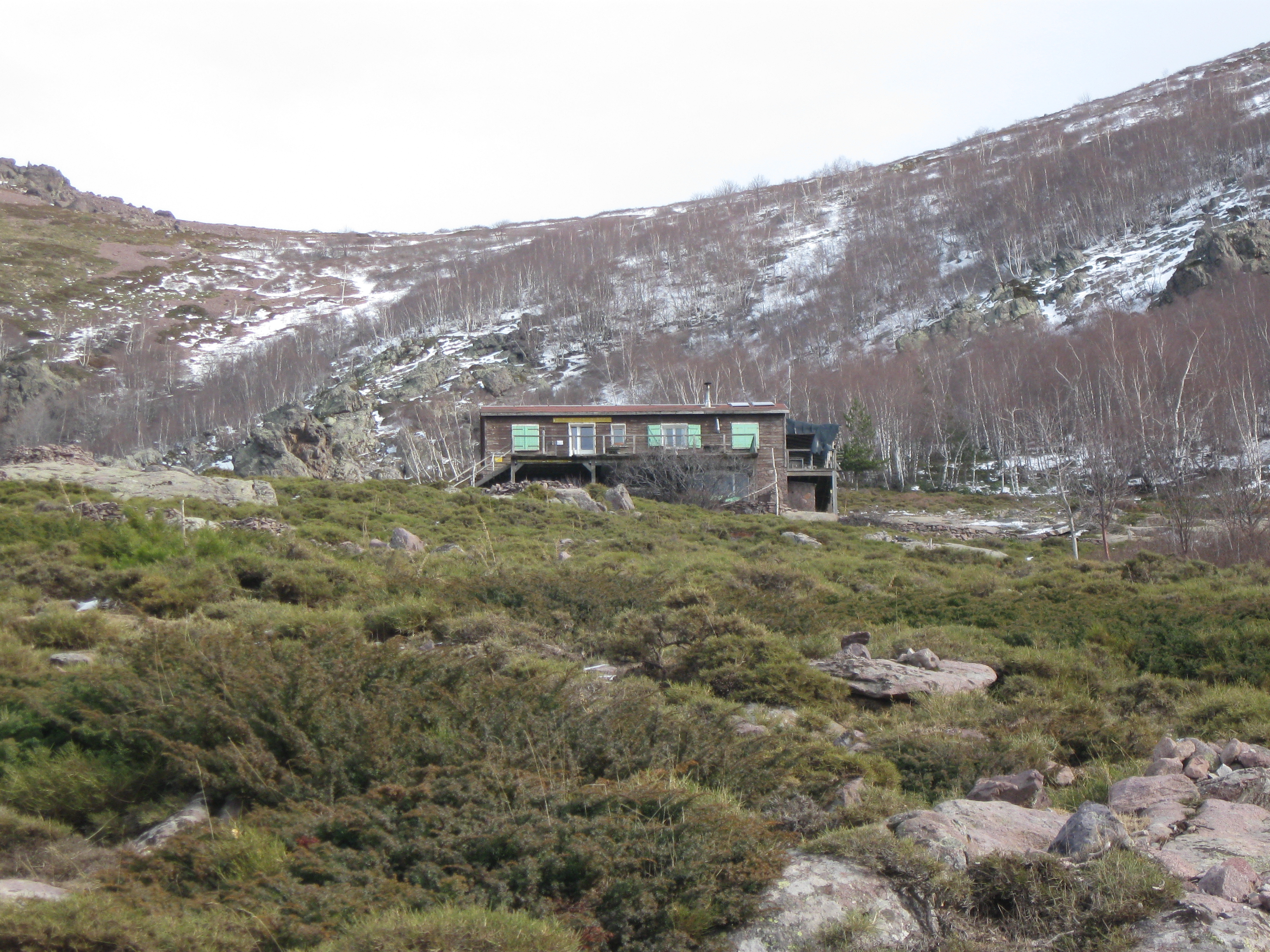
Refuge de l'Ortu di u Piobbu (1 520 m).
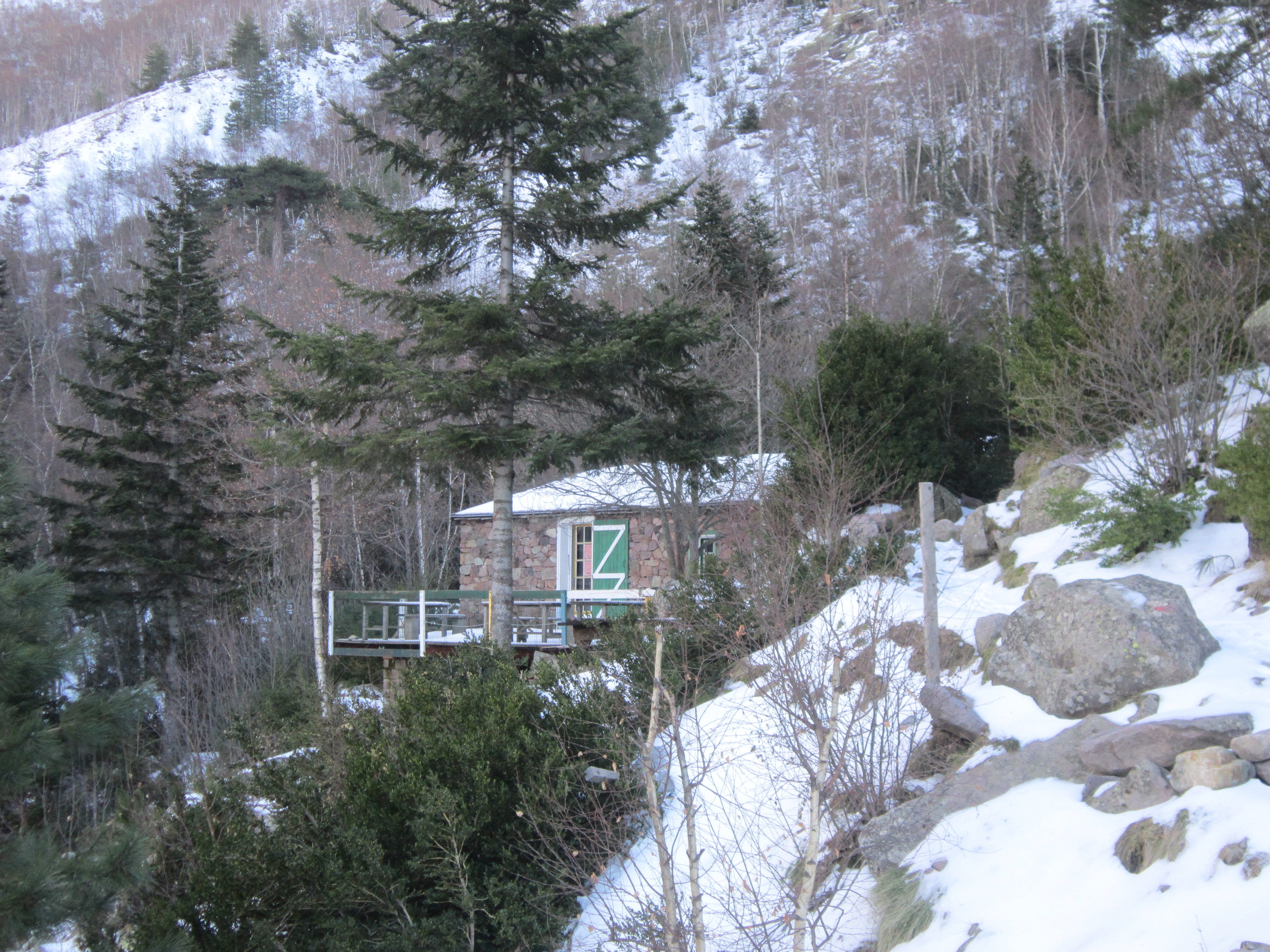
Refuge de Carozzu (1 270 m).
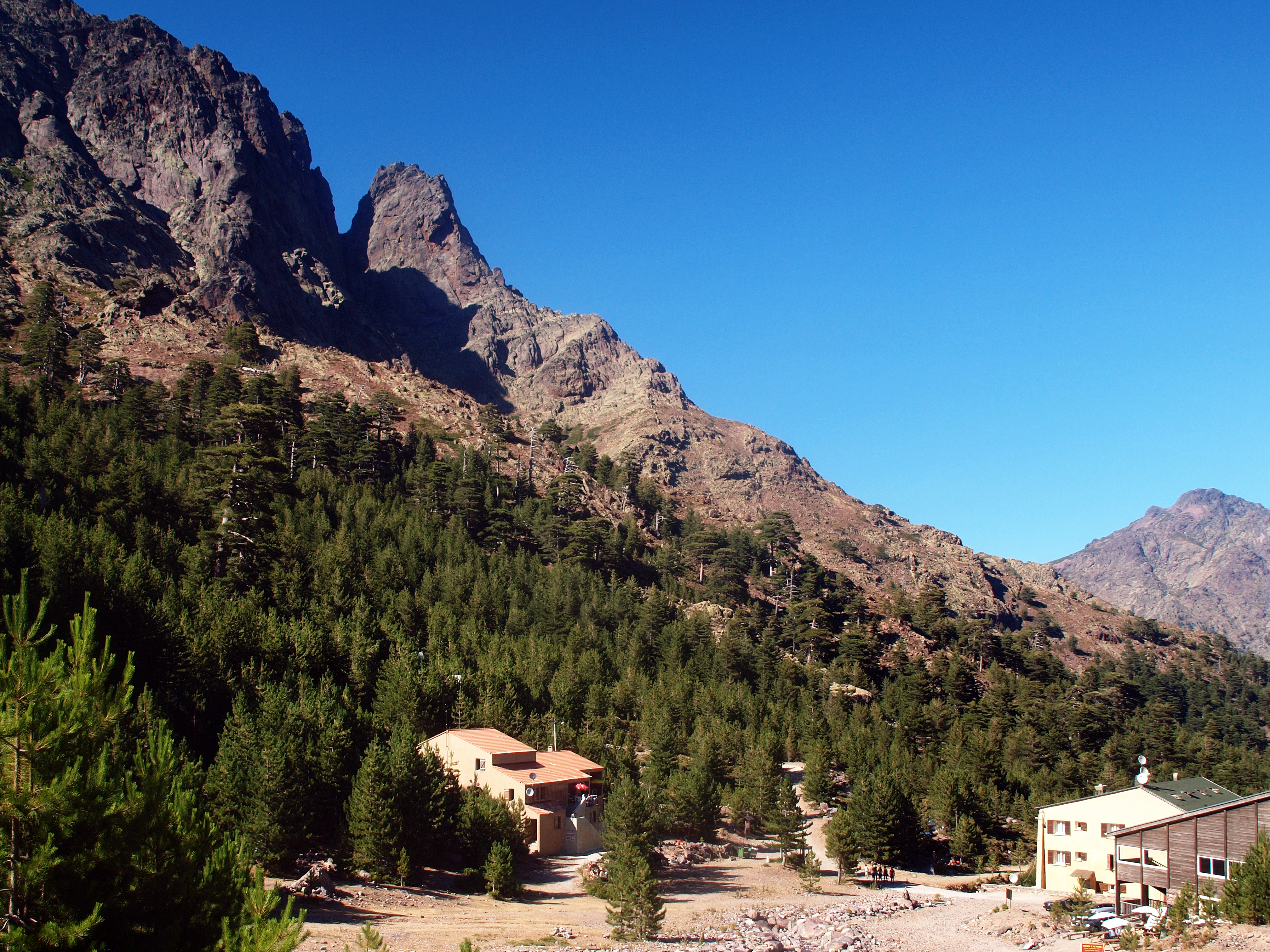
Refuge d'Asco-Stagnu (1 422 m).
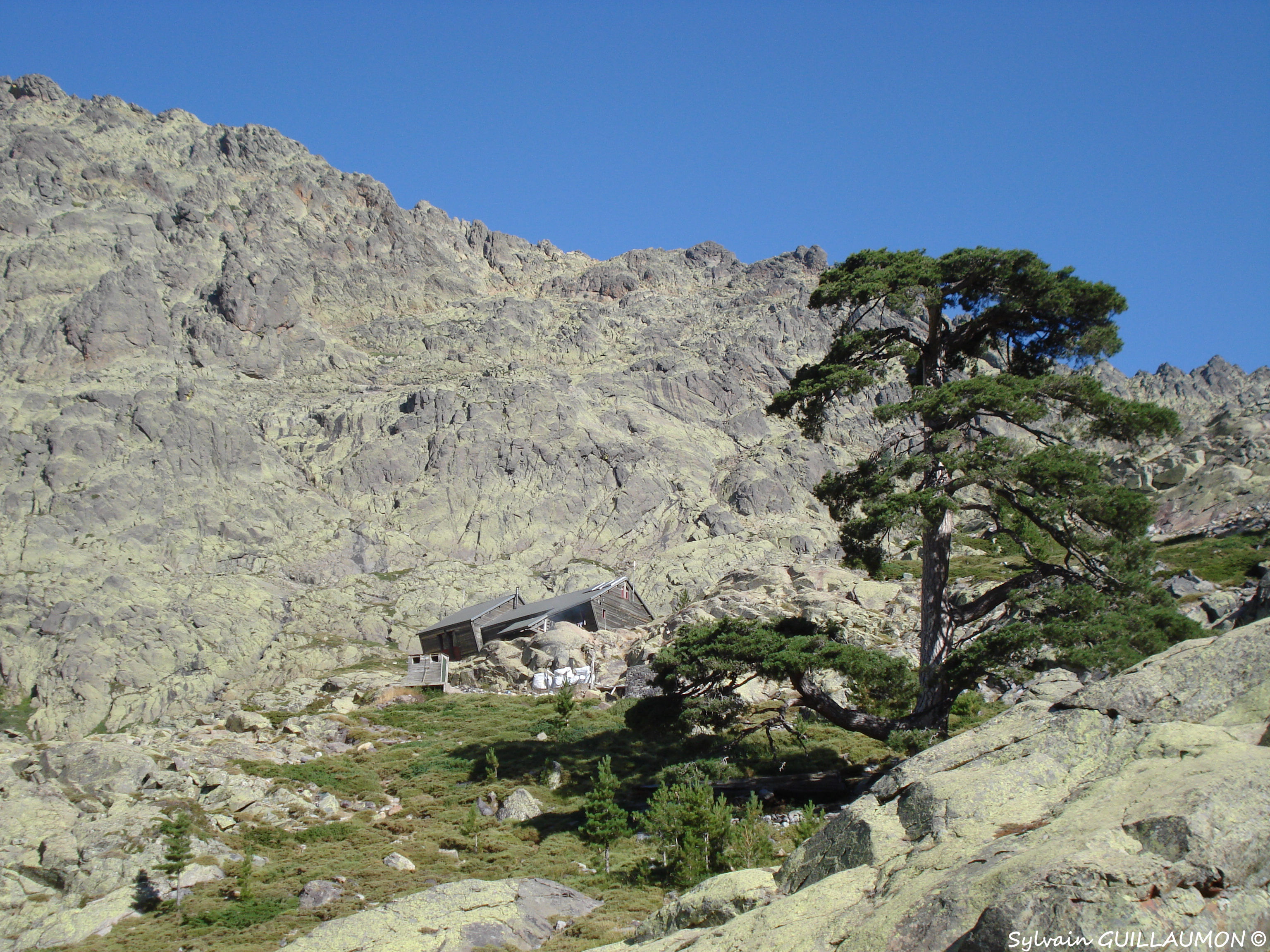
Refuge de Tighjettu (1 685 m).
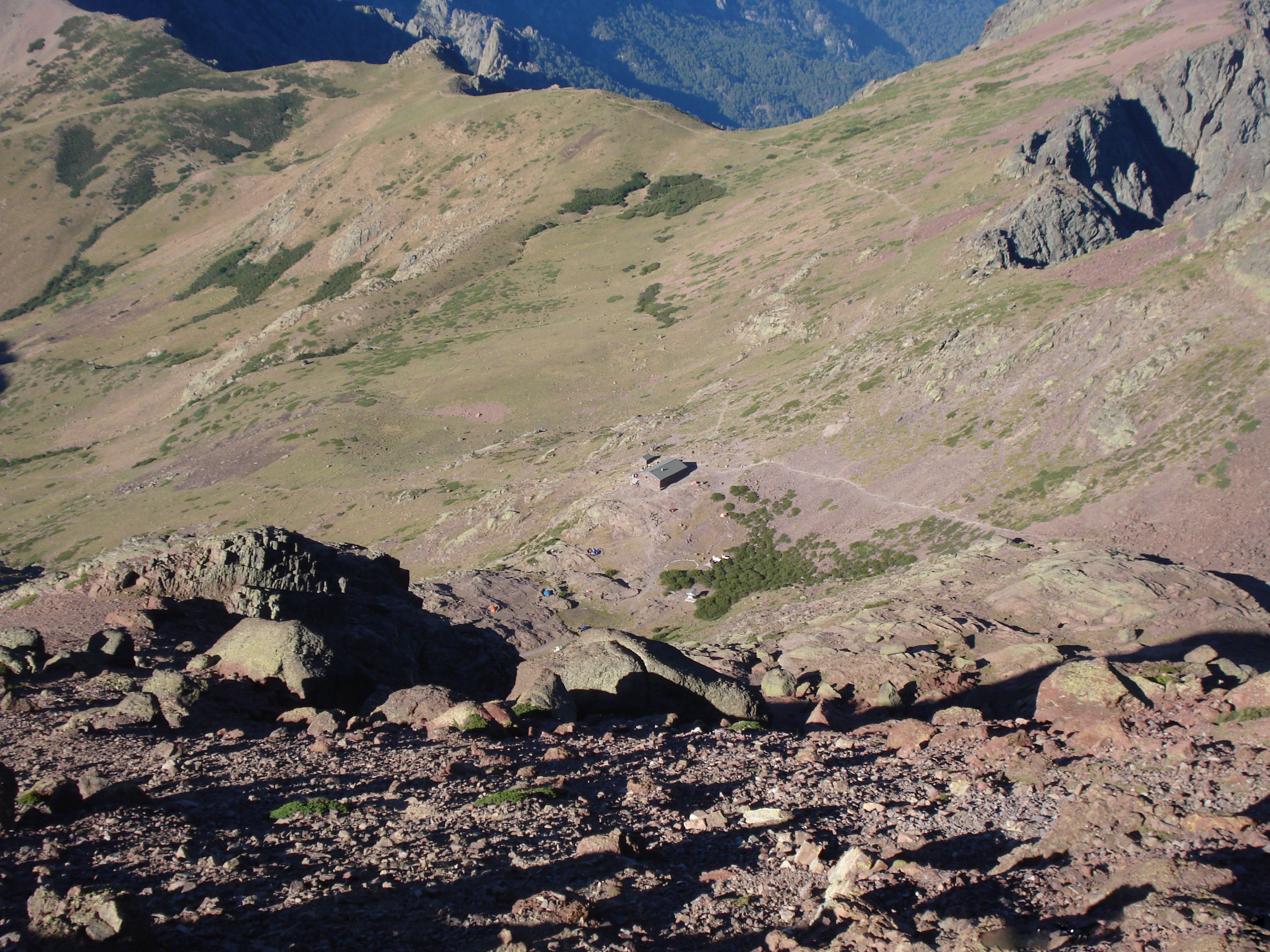
Refuge de Ciòttulu à i Mori (1 990 m).
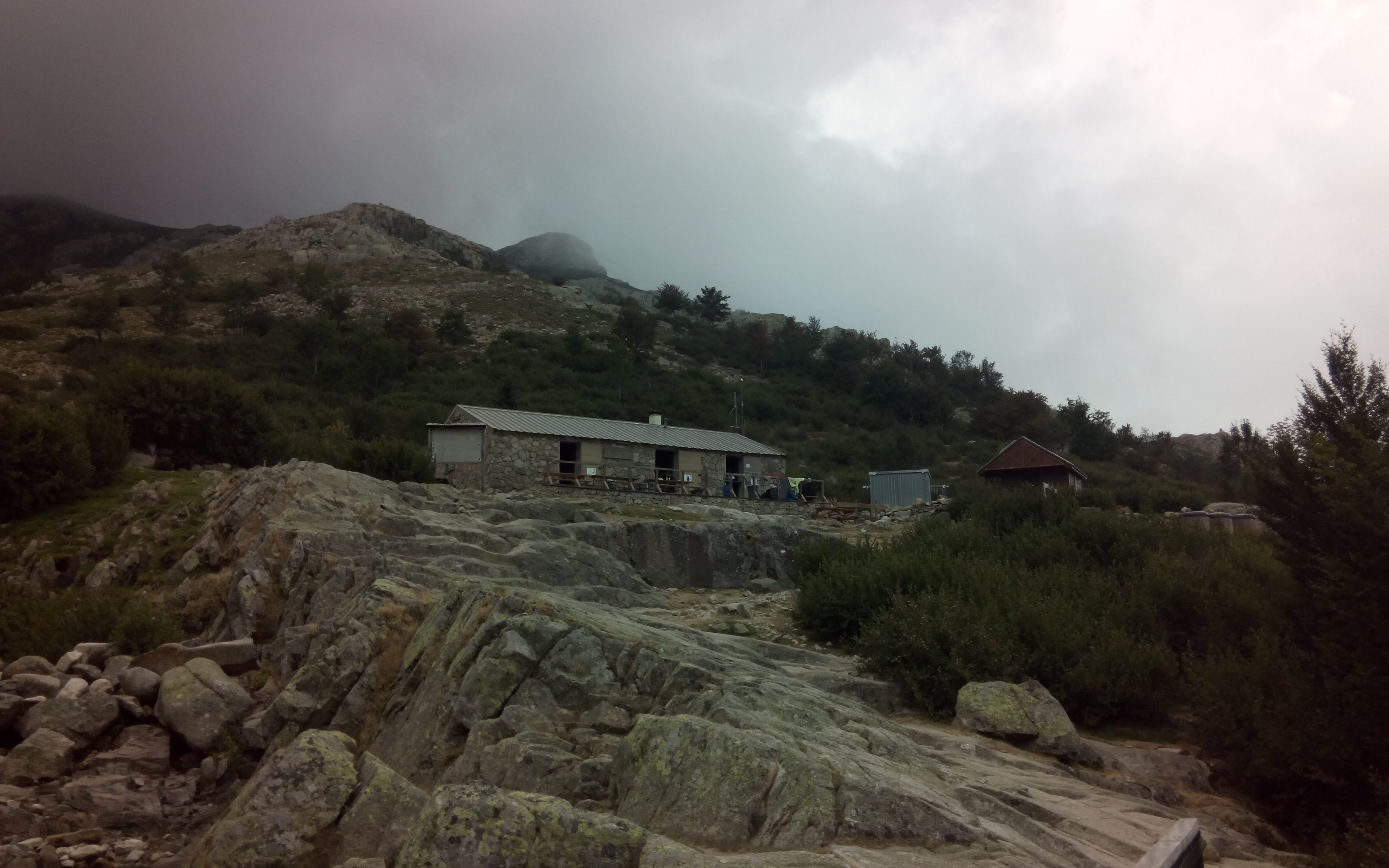
Refuge de Manganu (1 600 m).
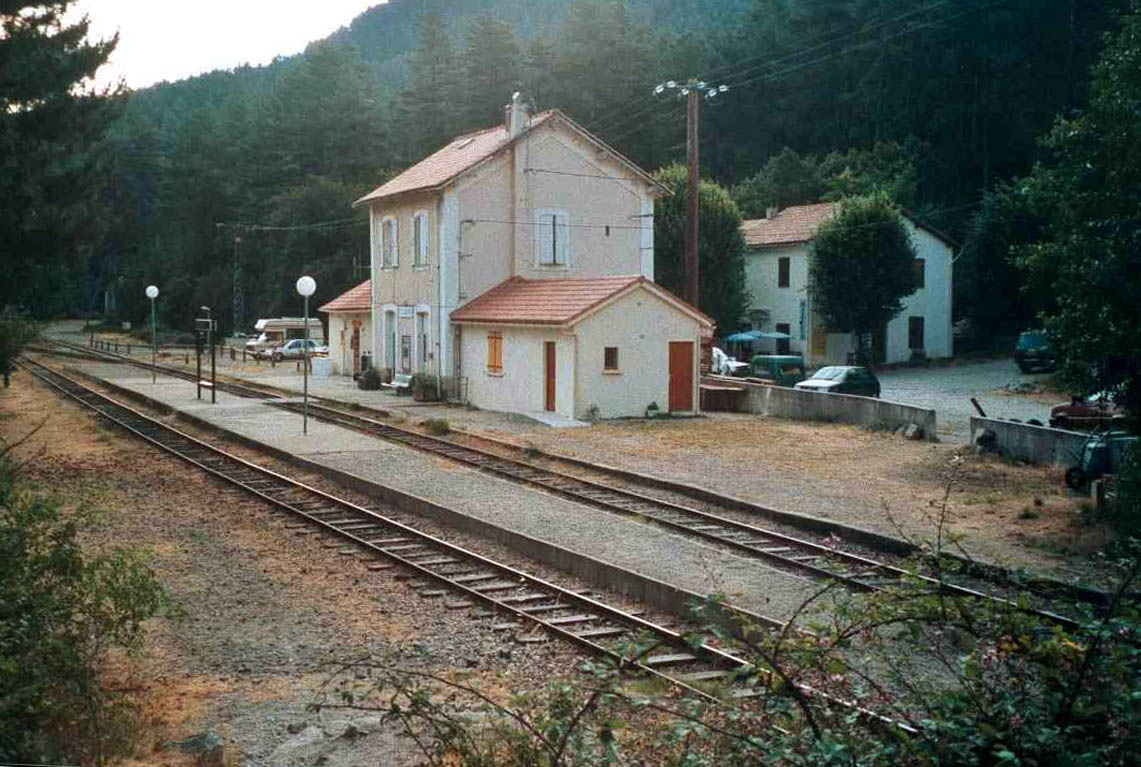
La gare de Vizzavona au milieu du parcours.

Détails des étapes :

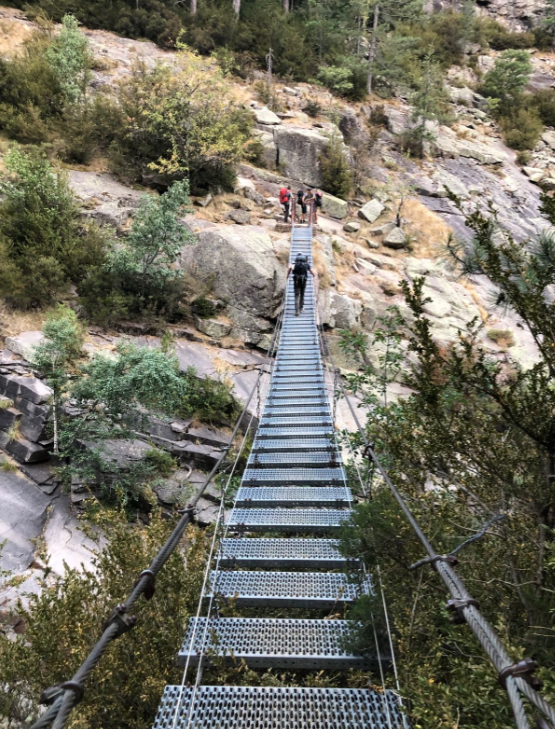
La passerelle de Spasimata empruntée par des randonneurs en 2022

1. La passerelle de Spasimata empruntée par des randonneurs en 2022de Calenzana à l'Ortu di u Piobbu : 6 h 30 min du nord vers le sud, et 5 h du sud vers le nord
2. de l'Ortu di u Piobbu à Carozzu : 7 h du nord vers le sud, et 5 h du sud vers le nord
3. de Carozzu à Asco-Stagnu : 6 h 10 min du nord vers le sud, et 4 h 45 min du sud vers le nord
4. de Asco-Stagnu à Tighiettu : 6 h du nord vers le sud, et 6 h du sud vers le nord
5. de Tighiettu à Ciottulu a i Mori : 4 h nord vers le sud, et 4 h du sud vers le nord
6. de Ciottulu a i Mori à Manganu : 8 h du nord vers le sud, et 8 h du sud vers le nord
7. de Manganu à Petra Piana : 6 h 30 min du nord vers le sud, et 6 h du sud vers le nord
8. de Petra Piana à l'Onda : 4 h 50 min du nord vers le sud, et 5 h 15 min du sud vers le nord
9. de l'Onda à Vizzavona : 6 h 50 min du nord vers le sud, et 6 h 40 min du sud vers le nord

### Partie sud
La partie sud s'étend de Vizzavona à Conca et c'est la partie la plus facile. Elle relie les lieux suivants : Vizzavona, Capannelle (Ghisoni), Prati, Usciolu, Matalza, Asinau, Paliri, Conca.
L'étape Usciolu-Asinau a été redessinée en 2011 pour la raccourcir : elle passe désormais par les bergeries de Matalza, Bassetta ou Croce.
L'étape Asinau-Paliri, passant par le col de Bavella présente une variante alpine permettant de pénétrer plus profondément dans le massif de Bavella, haut-lieu de la montagne corse.

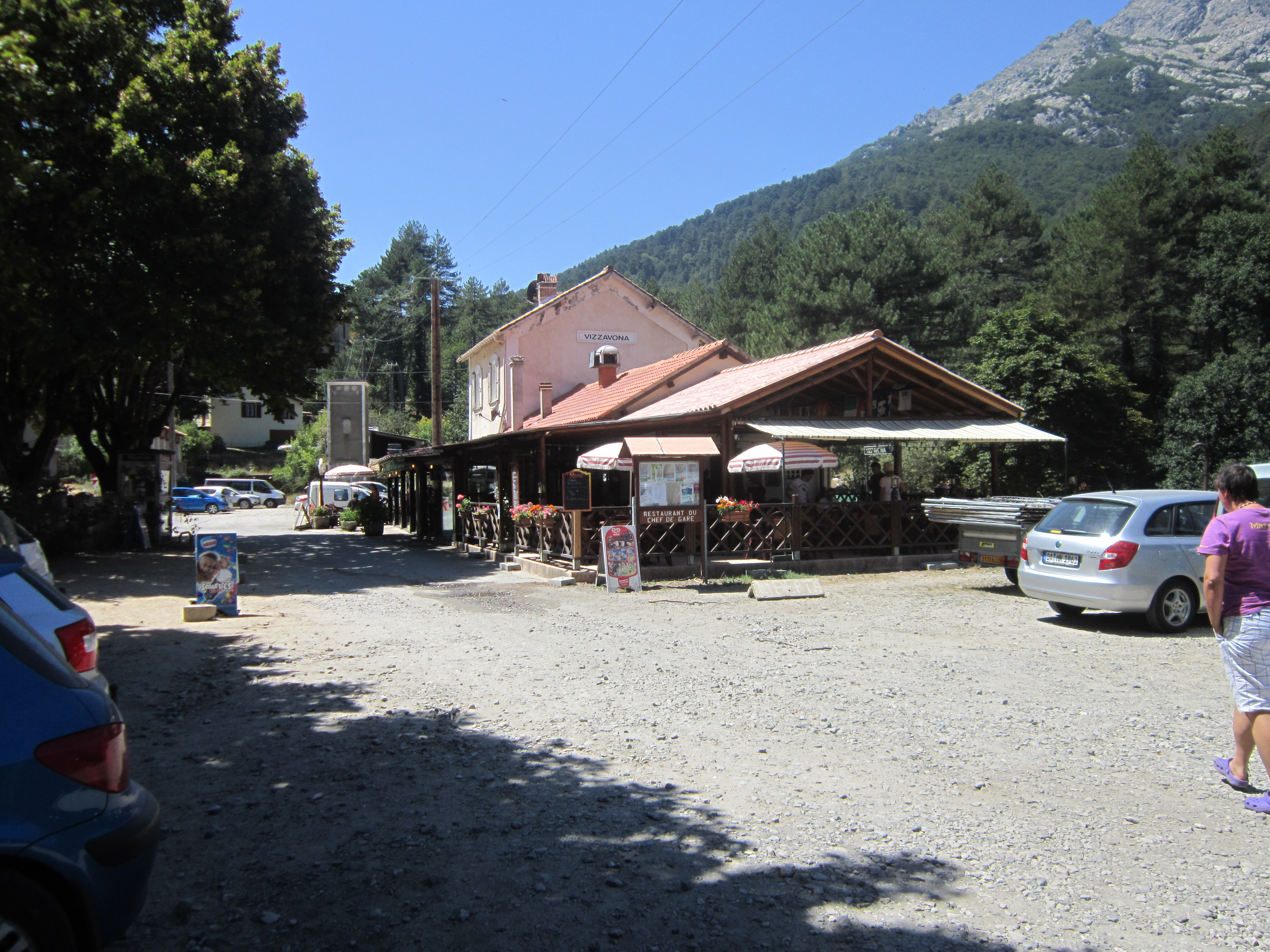
Café restaurant, Zone de bivouac à la gare de Vizzavona (910 m).
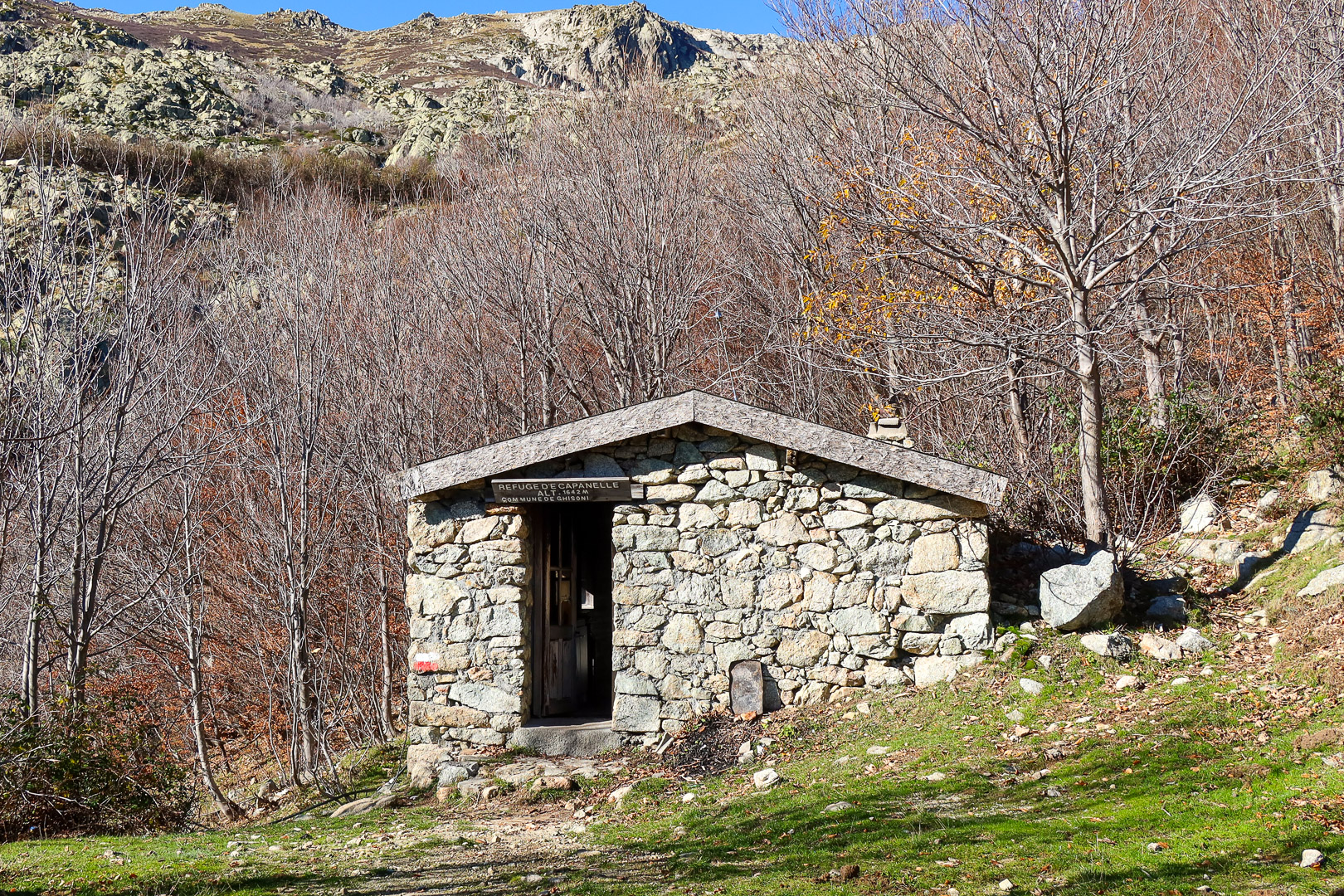
Refuge d'E Capannelle (1 642 m).
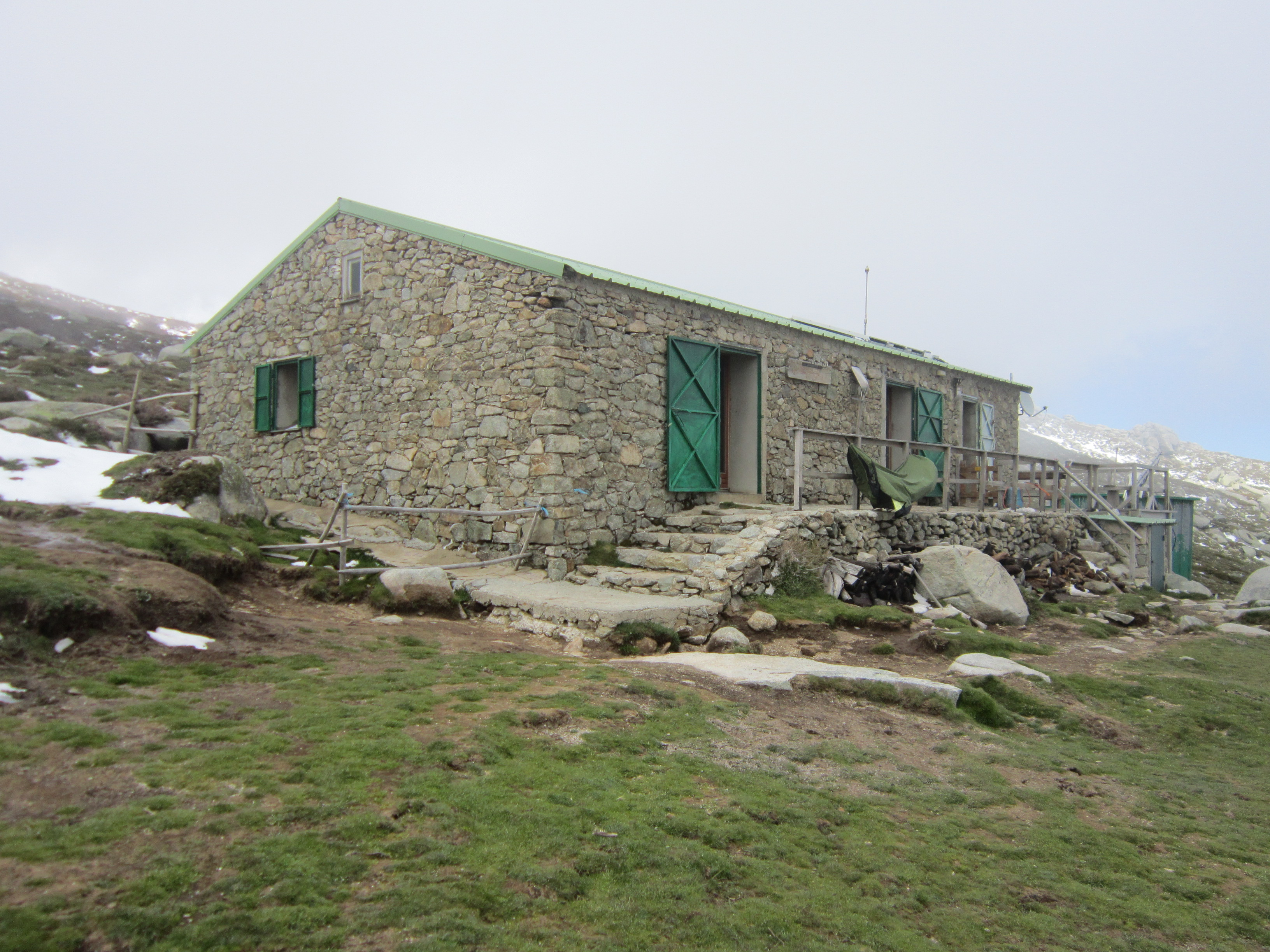
Refuge de Prati (1 818 m).
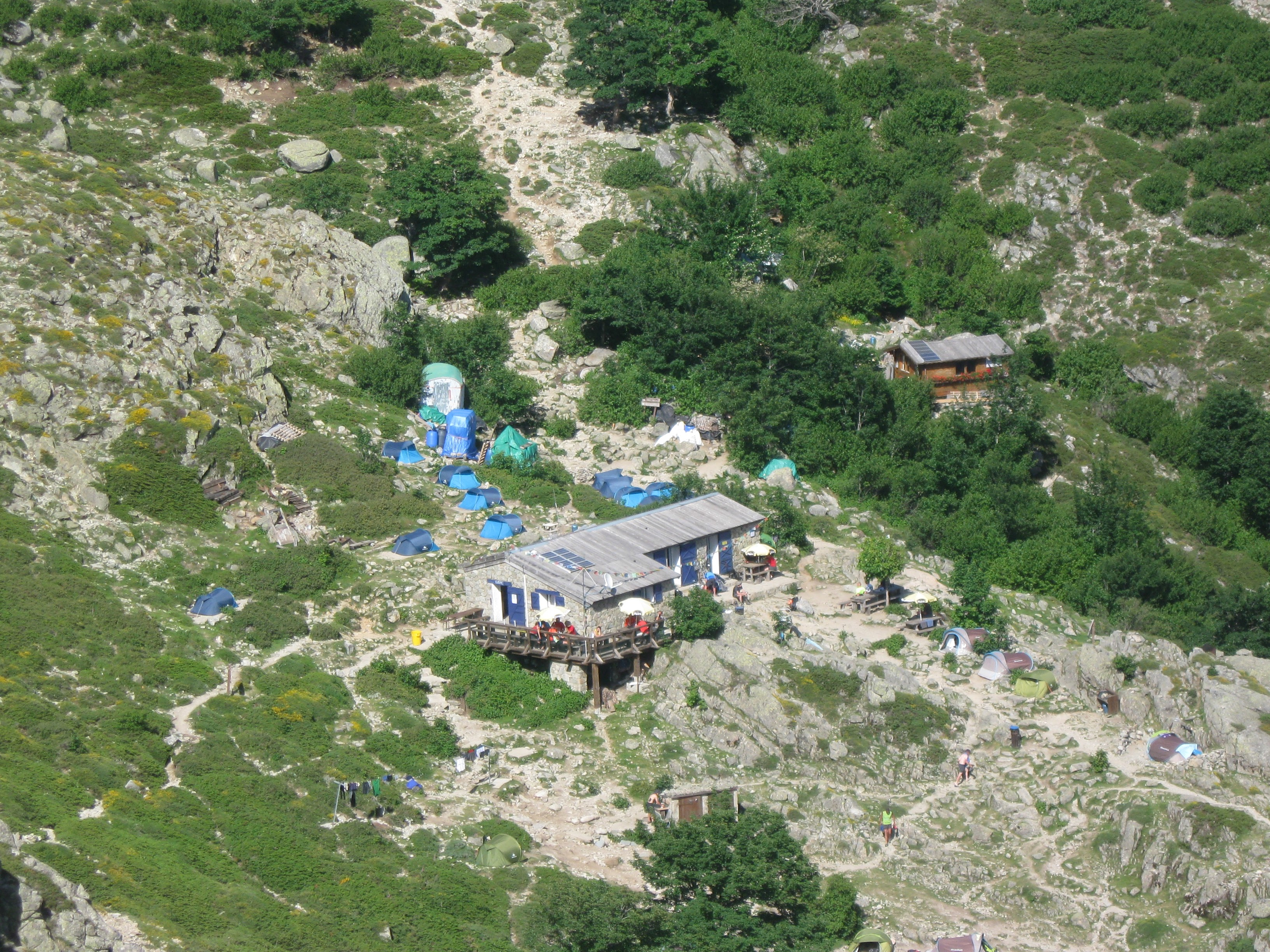
Refuge d'Usciolu (1 750 m).
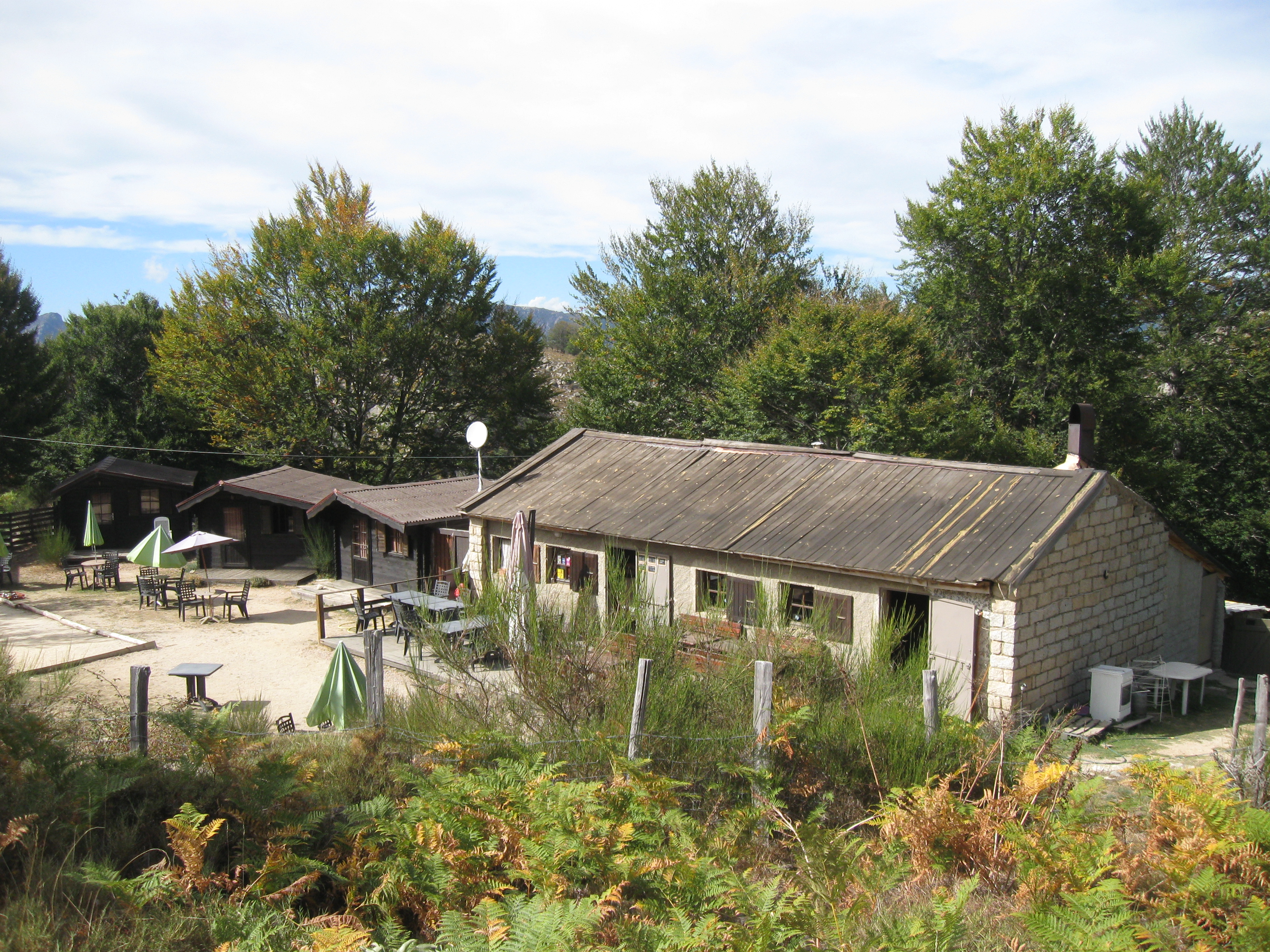
Bergeries de Basseta.
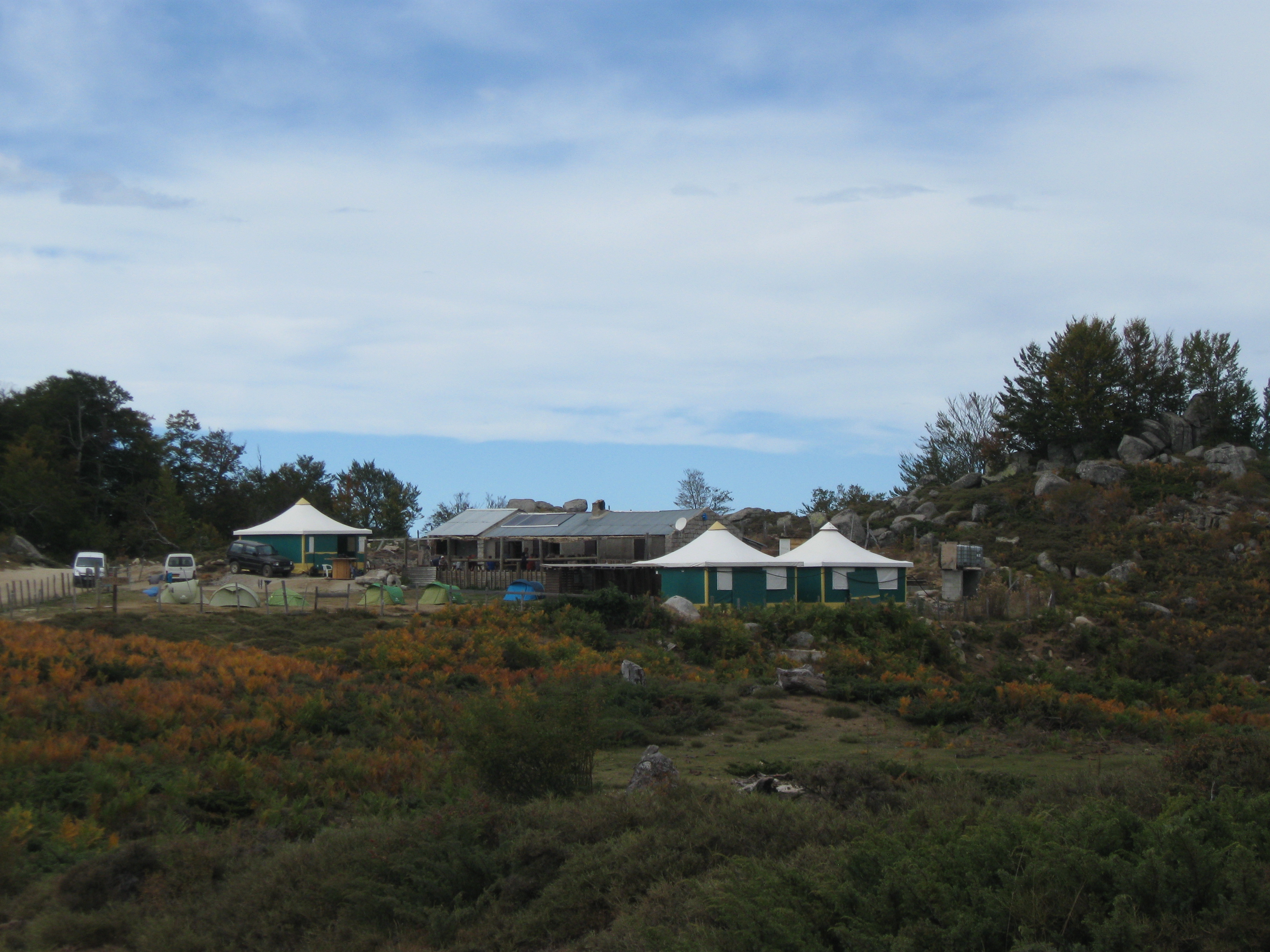
Refuge de Matalza.
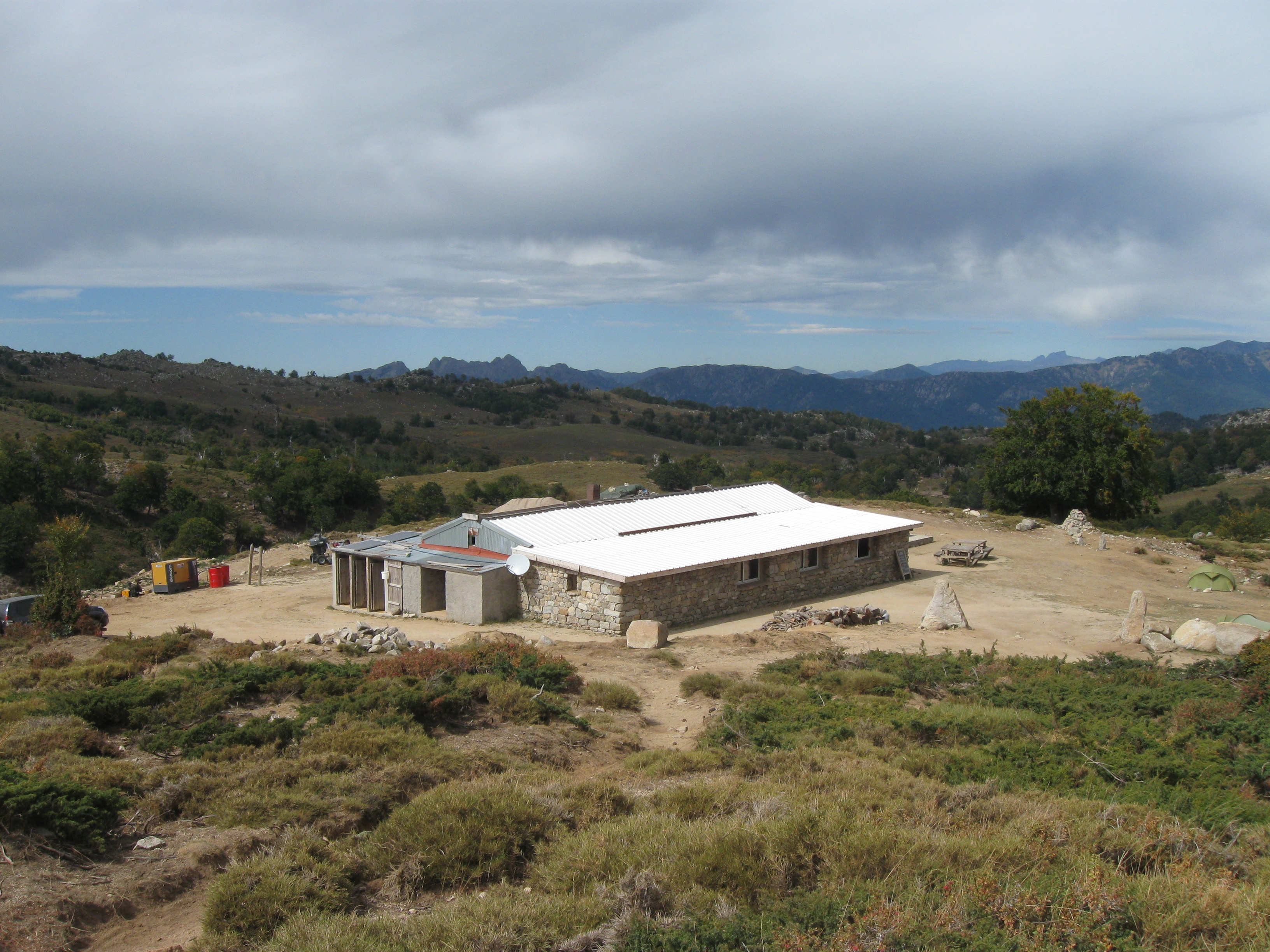
Bergerie d'I Croci.
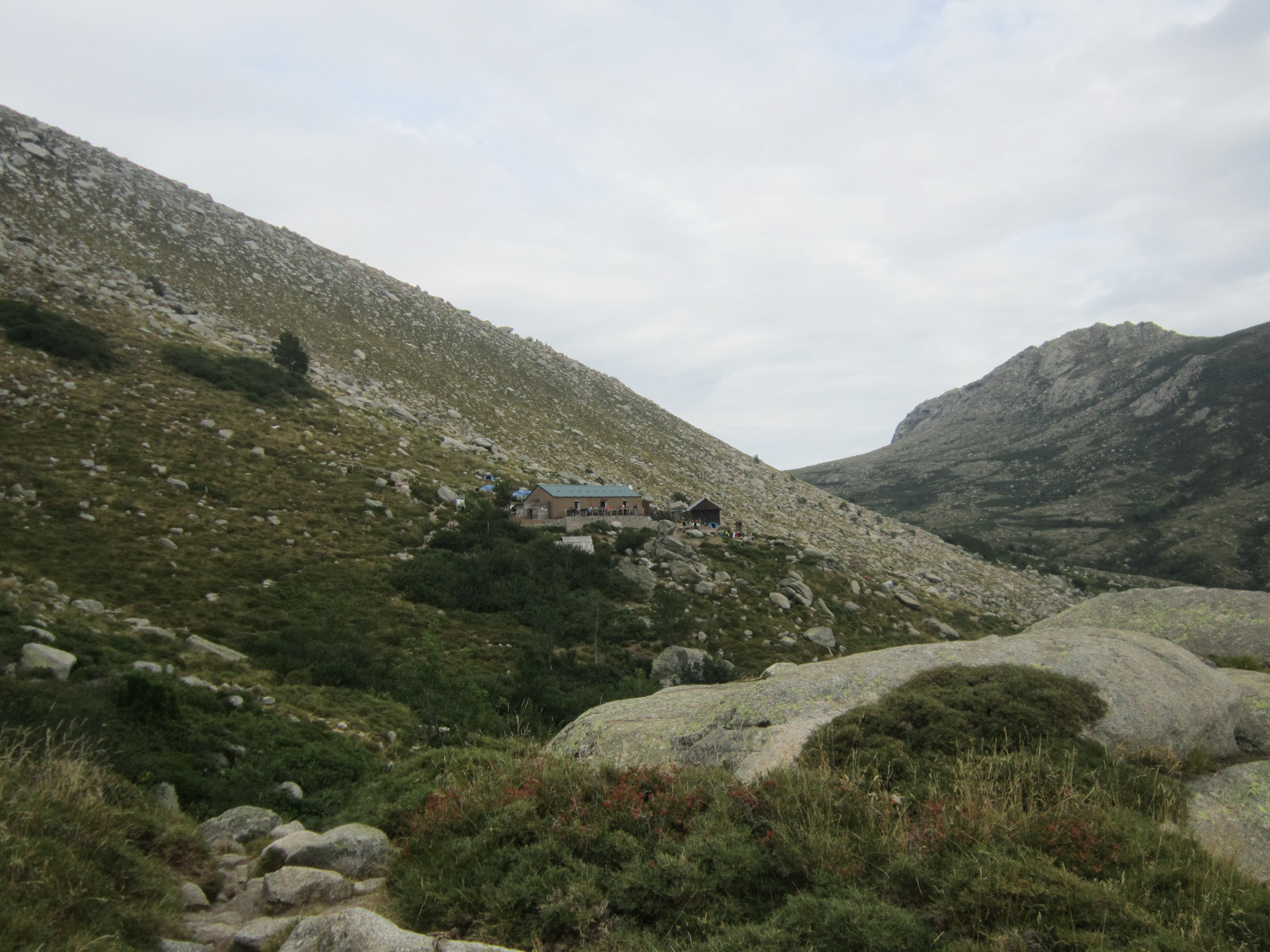
Refuge d'Asinau (1 536 m) sous l'Incudine.
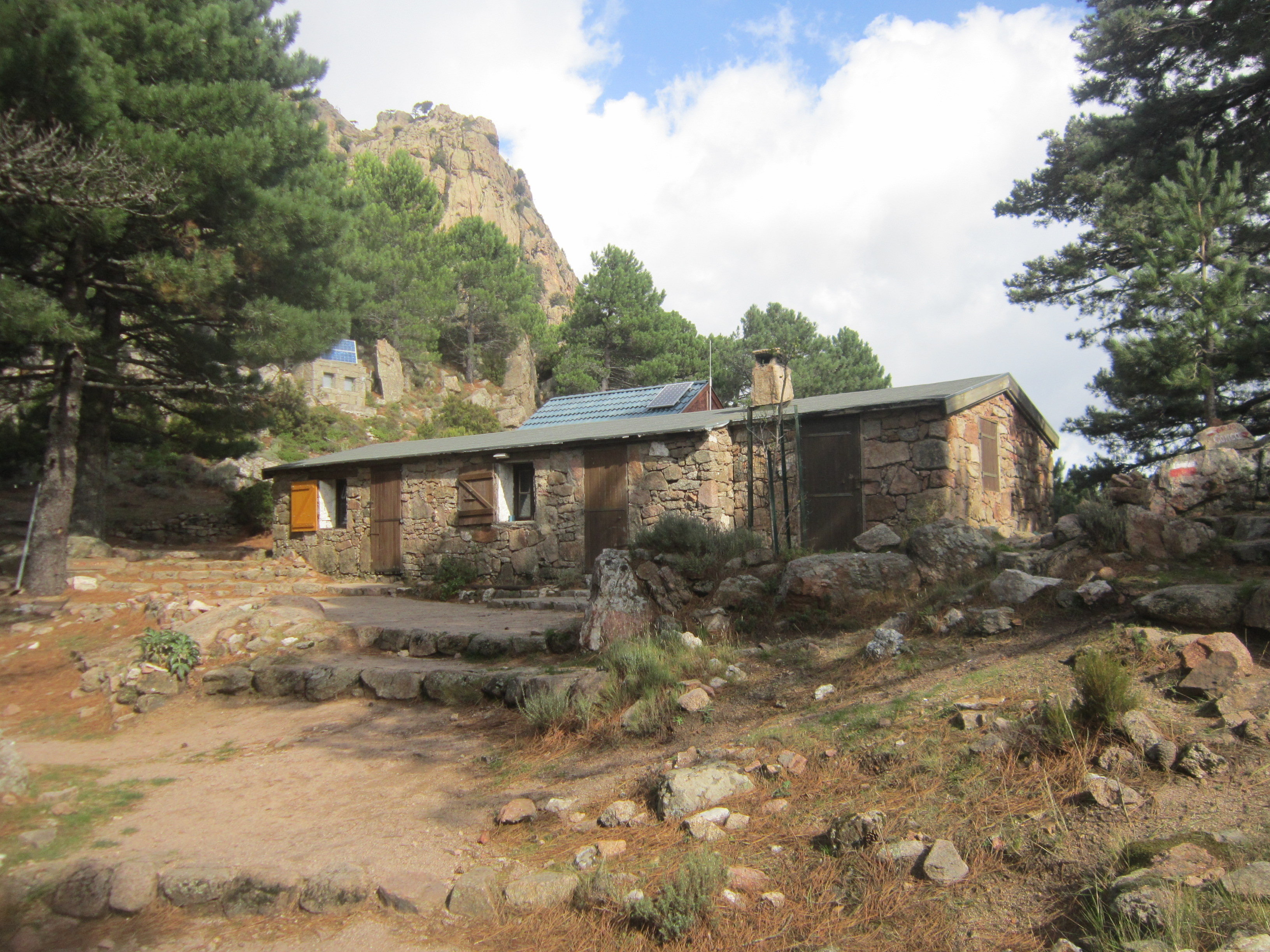
Refuge de Paliri (1 040 m) entre Bavella et Conca.

Détails des étapes :
1. de Vizzavona aux Capannelle : 5 h 15 min du nord vers le sud, et 4 h 50 min du sud vers le nord
2. des Capannelle à Prati : 6 h 10 min du nord vers le sud, et 6 h du sud vers le nord
3. de Prati à Usciolu : 5 h 45 min du nord vers le sud, et 6 h 30 min du sud vers le nord
4. de Usciolu à Matalza : 4 h 25 min du nord vers le sud, et 5 h du sud vers le nord
5. de Matalza à Asinau : 4 h 15 min du nord vers le sud, et 4 h du sud vers le nord
6. de Asinau à Paliri : 7 h du nord vers le sud, et 7 h 20 min du sud vers le nord
7. de Paliri à Conca : 5 h du nord vers le sud, et 6 h 15 min du sud vers le nord

### Alternatives
Il existe d'autres chemins de randonnée en Corse, alternatives plus aisées que le GR 20.
Les différentes déclinaisons du Mare e monti (nord, sud) et Mare a mare (nord, centre, sud) sont les plus connues, ce sont des itinéraires de randonnées sportives mais sans difficultés particulières.
D'autres tracés originaux et moins fréquentés complètent encore le quadrillage de la montagne corse comme le Sentier de la transhumance ou le Sentier l'Île-Rousse - Corte.

## Communes traversées
Le GR20 traverse les communes suivantes : Calenzana, Asco, Manso, Albertacce, Évisa, Cristinacce, Letia, Casamaccioli, Corte, Soccia, Orto, Guagno, Venaco, Vivario, Pastricciola, Ghisoni, Bocognano (uniquement pour la variante du Monte Renoso), Bastelica, Palneca, Isolaccio-di-Fiumorbo, San-Gavino-di-Fiumorbo, Cozzano, Zicavo, Quenza, Zonza, Conca.

## Duplication en Sardaigne
L'idée est dupliquée en Sardaigne en 1987, avec le parcours sportif et panoramique assez similaire du sentier de randonnée Selvaggio Blu, ou "Bleu sauvage", itinéraire de randonnée, conçu par le photographe et alpiniste Mario Verin et l'architecte Peppino Cicalò, président de la section Nuoro du Club alpin italien, sur plus de 40 kilomètres, du port touristique de Santa Maria Navarrese (Baunei) à la plage de Cala Sisine (Baunei).

## Dans la culture
- Les Randonneurs, un film français réalisé par Philippe Harel, sorti en 1997, avec Benoît Poelvoorde, Karine Viard, Géraldine Pailhas et Vincent Elbaz, se déroule quasiment entièrement dans les paysages et les refuges de ce parcours qu'il a immortalisé par une comédie à succès, ode ironique à la randonnée dans les îles de Méditerranée, qui a rapidement totalisé plus de 1,5 million d'entrées, mais dont la suite onze ans plus tard, Les Randonneurs à Saint-Tropez, n'a obtenu qu'environ quatre fois moins d'entrées au cinéma.
- L'épisode 4 de la saison 4 de la série télévisée française Dix pour cent où le GR 20 est mentionné par Camille Cottin.

## Records

### Record Homme
Le record homme du GR20 est détenu par Lambert Santelli en 30h25min
| Temps     | Athlète               | Nationalité | Date |
| --------- | --------------------- | ----------- | ---- |
| 30h 25min | Lambert Santelli      | France      | 2021 |
| 31h 06min | François D’Haene      | France      | 2016 |
| 32h 00min | Guillaume Peretti     | France      | 2014 |
| 32h 32min | Xavier Thévenard      | France      | 2020 |
| 32h 54min | Kilian Jornet         | Espagne     | 2009 |
| 36h 53min | Pierrot Santucci      | France      | 2005 |
| 37h 07min | Jean-François Luciani | France      | 2000 |

### Record Femme
Le record femme du GR20 est détenu par Anne-Lise Rousset en 35h50min
| Temps     | Athlète           | Nationalité | Date |
| --------- | ----------------- | ----------- | ---- |
| 35h50min  | Anne-Lise Rousset | France      | 2022 |
| 41h 22min | Émilie Lecomte    | France      | 2012 |
| 50h 52min | Stéphanie Sampers | France      | 2011 |
| 56h 04min | Josée Cumbo       | France      | 2006 |

### Autres performances
En 2013, Jean-Pierre Costa a mis 48 h 18 min sur le parcours sud-nord.
Durant l'hiver 2013, Jean-Louis Cinqui a parcouru l'itinéraire enneigé en 63 h 16 min.
Parti le 20 juillet 2025 de Conca, Grégory Camerlo a réalisé l'aller retour en 112 h et 27 mn. Non homologué par la FFME, ce temps constitue le meilleur FKT(chrono le plus rapide) sur ce parcours.

## Fréquentation
Dès l'été 2019, l’Office de l’environnement de la Corse (OEC) va mettre en place des écocompteurs afin de connaître les chiffres réels de fréquentation, sur le GR20.
L’année 2021 a enregistré une fréquentation de 130 000 nuitées, générant des embouteillages au niveau de la centrale de réservations mise en place en 2009, et un embouteillage aussi au niveau de la gestion des hébergements. L'année 2022 s'annonce plus chargée encore, ce qui pose la question de la surfréquentation. Le parc naturel régional de Corse s’interroge sur l'instauration de quotas pour réguler la fréquentation toujours croissante sur le sentier.